# Lestes curvatus
Lestes curvatus – gatunek ważki z rodziny pałątkowatych (Lestidae).